# Trogloneta granulum
Trogloneta granulum és una espècie d'aranyes araneomorfes de la família dels mismènids (Mysmenidae). Fou descrita per primera vegada l'any 1922 per Eugène Simon.
Aquesta espècie es troba a Europa.